# Fullerène supérieur

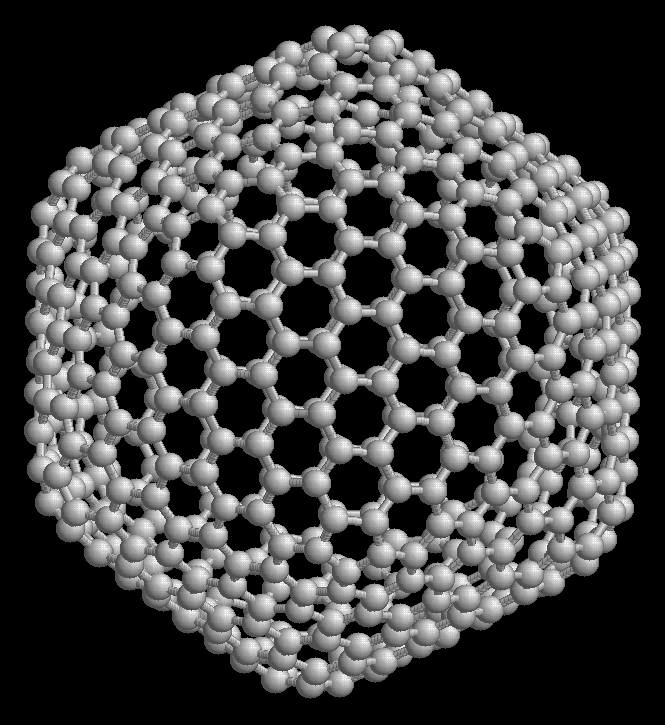
Fullerène icosaédrique C_{540}.

On désigne en général par le terme fullerène supérieur un fullerène ayant 70 atomes de carbone ou plus. Ce sont des cycles hexagonaux et pentagonaux fusionnés et formant des cages dans lesquelles les atomes de carbone matérialisent les sommets et leurs liaisons, les arêtes.

## Propriétés
| Formule | numéro CAS  | Nis | symétrie,    |
| ------- | ----------- | --- | ------------ |
| C60     | 99685-96-8  | 1   | Ih           |
| C70     | 115383-22-7 | 1   | D5h          |
| C72     |             | 1   | D6h          |
| C74     |             | 1   | D3h          |
| C76     | 135113-15-4 | 2   | D2*          |
| C78     | 136316-32-0 | 5   | D2v          |
| C80     | 136316-32-0 | 7   |              |
| C82     | 136316-32-0 | 9   | C2, C2v, C3v |
| C84     | 135113-16-5 | 24  | D2*, D2d     |
| C86     | 135113-16-5 | 19  |              |
| C88     | 135113-16-5 | 35  |              |
| C90     | 135113-16-5 | 46  |              |
| C3996   | 175833-78-0 |     |              |

Dans ce tableau, Nis représente le nombre d'isomères possibles en respectant la règle "pentagone isolé", c'est-à-dire sans que deux pentagones dans un fullerène ne partagent une arête. Les groupes de symétrie sont donnés pour la forme expérimentalement la plus abondante et * marque les symétries avec plus d'une forme chirale possible.